# 7313 Пізано
7313 Пізано (7313 Pisano) — астероїд головного поясу, відкритий 24 вересня 1960 року.
Тіссеранів параметр щодо Юпітера — 3,425.